# Ванатори (Клуж)
Ванатори (рум. Vânători) насеље је у Румунији у округу Клуж у општини Чуча. Oпштина се налази на надморској висини од 561 m.

## Становништво
Према подацима из 2002. године у насељу је живело 491 становника, од којих су сви румунске националности.